# Дельта Гудрем
Дельта Лія Гудрем (англ. Delta Lea Goodrem; нар. 9 листопада 1984, Сідней, Австралія) — австралійська попспівачка, авторка пісень, телевізійна особистість та акторка. Гудрем підписала звукозаписувальний контракт з Sony Music у віці 15 років. Її дебютний студійний альбом Innocent Eyes (2003), очолив чарт альбомів ARIA протягом 29 тижнів поспіль. Це один з найбільш продаваних австралійських альбомів та другий за продажами австралійський альбом усіх часів, проданий понад чотири мільйони копій.
Другий студійний альбом Гудрем, Mistaken Identity (2004), був записаний, коли вона проходила лікування від раку. Він став її другим альбомом номер один. В 2007 році Гудрем випустила альбом Delta, результатом якого став ще один сингл номер один In This Life. З випуском її четвертого студійного альбому Child of the Universe (2012), був  випущений сингл Sitting on Top of the World. У 2016, її пʼятий студійний альбом, Wings of the Wild став її четвертим альбомом номер один у чарті альбомів ARIA, подарувавши їй ще один сингл номер один Wings. Найнедавніший альбом Гудрем, Bridge over Troubled Dreams був випущений у травні 2021 року.
Загалом Гудрем має девʼять синглів номер один та 17 топ десять хітів у чарті синглів ARIA. Вона продала понад восьми мільонів альбомів по всьому світу і в цілому здобула три нагороди World Music Awards, 9 ARIA Music Awards, 1 MTV Music Award. Вона була тренером австралійської версії шоу The Voice з 2012 по 2013, та знову з 2015 по 2020. У 2014 році вона взяла паузу на один сезон і виконувала обовʼязки тренера на The Voice Kids, та тренувала остаточну переможницю Алексу Кертіс (Alexa Curtis). Вона була тренером для переможців шоу як у пʼятому сезоні 2016 року, так і в шостому сезоні 2017 року. З моменту випуску її різдвяного студійного альбому Only Santa Knows, вона щороку веде різдвяне шоу Christmas with Delta на каналі Channel 9.

## Життя та творчість
Народившись 9 листопада 1984 у Сіднеї, вона почала відвідувати уроки танців, акторства, співу та гри на піаніно у молодому віці. Гудрем розпочала свою кар'єру як дитяча акторка, виконуючи ролі у різних телешоу. Її перша значна робота була роль сором'язливої школярки Ніни Такер у австралійській мильній опері Neighbours.
У віці 15 років підписала контракт із лейблом Sony Music Australia. У 2003 випустила свій дебютний студійний альбом «Innocent Eyes», який впродовж 29 тижнів займав першу позицію австралійського чарту ARIA Albums Chart, а також досяг другого місця британського чарту UK Albums Chart. Платівка стала найбільш продаваним альбомом 2003 року в Австралії, з продажем понад 4 мільйони копій по всьому світу; всі п'ять синглів альбому — «Born to Try», «Lost Without You», «Innocent Eyes», «Not Me, Not I» та «Predictable» — досягли першого місця чарту ARIA Singles Chart, а перші три з них досягли топ-10 британського чарту UK Singles Chart. Це зробило Гудрем першою і єдиною австралійською співачкою, котра має п'ять синглів із одного альбому, які досягли найвищої позиції чарту країни. Альбом «Innocent Eyes» є альбомом-бестселером 2000-го десятиріччя в Австралії та дебютним альбомом із найбільшою кількістю синглів, котрі досягли вершини чарту.
Її другий студійний альбом, «Mistaken Identity» (2004), був створений під час боротьби співачки із лімфомою; деякі тематики в піснях відображають цей період. Платівка стала другим альбомом Гудрем, котрий досяг вершини австралійського чарту; альбом також містить два сингли, які досягли першого місця чарту синглів, включаючи пісню «Out of the Blue». У 2007 Гудрем випустила третій студійний альбом «Delta», який також досяг вершини австралійського чарту. Провідний сингл альбому, «In This Life», зайняв першу позицію чарту ARIA Singles Chart. Її четвертий студійний альбом, «Child of the Universe» (2012), випустив успішний сингл «Sitting on Top of the World». У 2016 співачка випустила п'ятий студійний альбом «Wings of the Wild», який досяг вершини австралійського чарту і випустив успішний сингл «Wings», котрий зайняв першу позицію чарту синглів Австралії.

## Фільмографія
| Рік       |   | Українська назва         | Оригінальна назва    | Роль        |
| --------- | - | ------------------------ | -------------------- | ----------- |
| 2005      | ф | Ненависть до Елісон Ешлі | Hating Alison Ashley | Елісон Ешлі |
| 2002—2005 | с | Сусіди                   | Neighbours           | Ніна Такер  |
| 2005      | с |                          | North Shore          | Тейлор Ворд |

## Дискографія
- Innocent Eyes (2003)
- Mistaken Identity (2004)
- Delta (2007)
- Child of the Universe (2012)
- Wings of the Wild (2016)

## Турне
- 2005: The Visualise Tour
- 2009: Believe Again Tour
- 2012: An Evening with Delta: The Top of My World Shows
- 2016: Wings of the Wild Tour